# 路易斯·福尔图尼奥

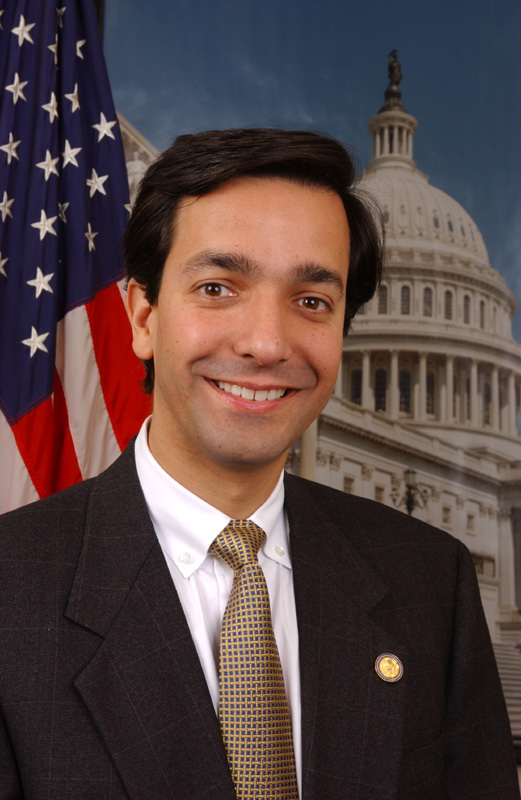
福尔图尼奥

路易斯·吉耶爾默·福尔图尼奥·布爾塞（Luis Guillermo Fortuño Burset，1960年10月31日—），波多黎各政治人物。2009年1月至2013年1月，担任波多黎各总督，为波多黎各第10任总督。

## 生平
福尔图尼奥生于波多黎各首府圣胡安，后获得乔治敦大学理学士学位。